# Cranichidinae
Cranichidinae – podplemię roślin z rodziny storczykowatych (Orchidaceae). Obejmuje 15 rodzajów i około 350 gatunków występujących w Ameryce Południowej, Środkowej i Północnej.

## Systematyka
Podplemię sklasyfikowane do plemienia Cranichideae z podrodziny storczykowych (Orchidoideae) w rodzinie storczykowatych (Orchidaceae), rząd szparagowce (Asparagales) w obrębie roślin jednoliściennych.
Wykaz rodzajów
- Aa Rchb.f.
- Altensteinia Kunth
- Baskervilla Lindl.
- Cranichis Sw.
- Fuertesiella Schltr.
- Galeoglossum A.Rich. & Galeotti
- Gomphichis Lindl.
- Myrosmodes Rchb.f.
- Ponthieva R. Br.
- Porphyrostachys Rchb.f.
- Prescottia Lindl.
- Pseudocentrum Lindl.
- Pterichis Juss.
- Solenocentrum Schltr.
- Stenoptera C.Presl